# Pastoren- und Gemeindehaus zur Bürgermeister-Smidt-Gedächtniskirche

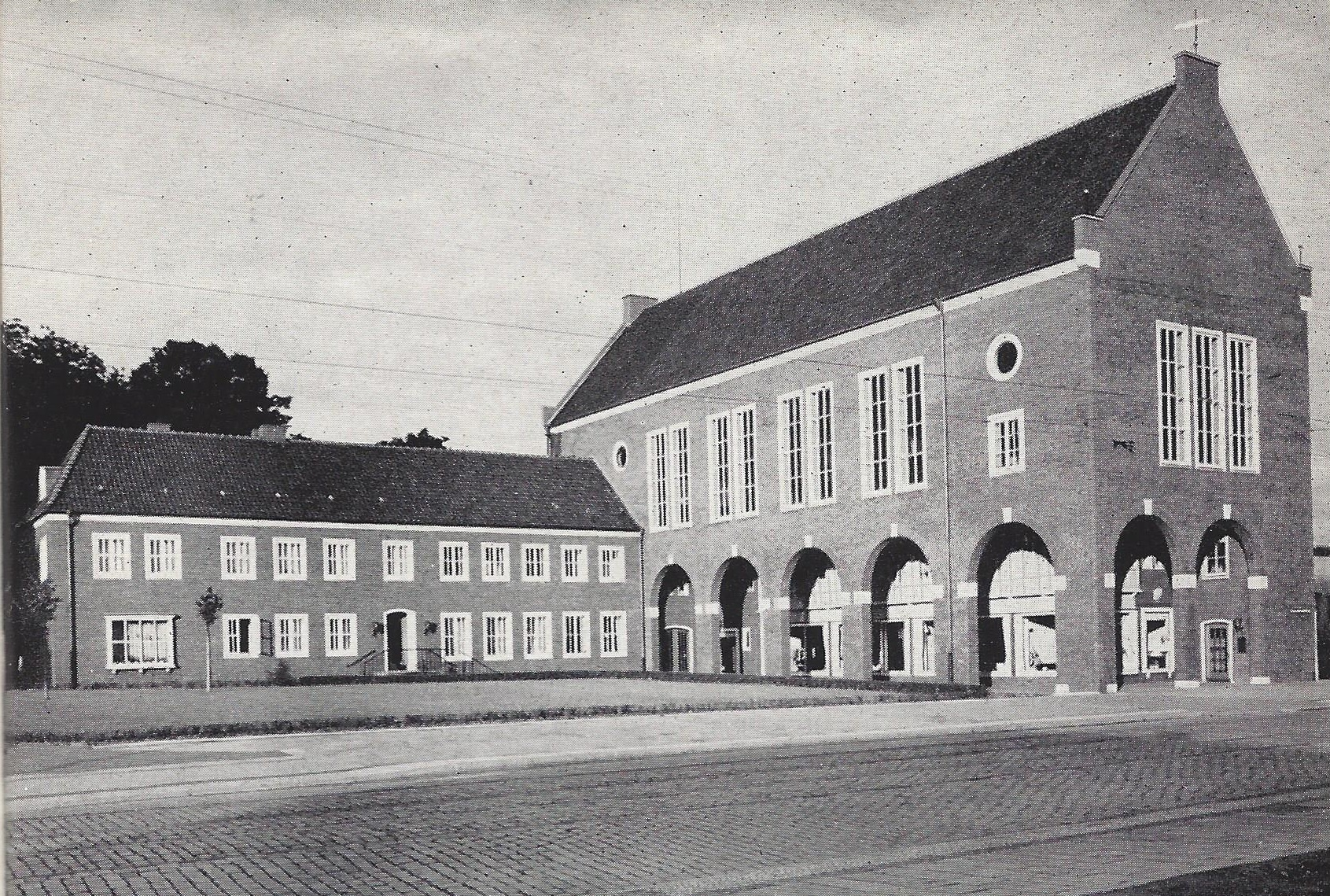
Pastoren- und Gemeindehaus

Das Pastoren- und Gemeindehaus zur Bürgermeister-Smidt-Gedächtniskirche ist ein Kirchen- und Kulturgebäude im Bremerhavener Stadtteil Mitte. Mit der Bürgermeister-Smidt-Gedächtniskirche ist oder war es die geistige Mitte von Bremerhavens Stadtmitte. Nach dem Konzept von Gustav Wolf war ein weitgehend baugleiches Gegenstück des Pastoren- und Gemeindehauses auf der Nordseite der Kirche geplant.

## Bau
Nach Plänen von Oberbaurat Karl Franzius und Otto Schildt (Bauleitung) wurden die beiden Gebäude am 22. Februar 1953 fertiggestellt. Zur Einweihung kamen Hermann Wübbe als Bauherr, Wilhelm Kaisen, Gerhard van Heukelum und Hermann Gullasch. Als Präsident des Kirchenausschusses vertrat Ferdinand Donandt die Bremische Evangelische Kirche. Wilhelm Wendebourg, der Superintendent der Geestemünder Gemeinde, überbrachte die Grüße der übrigen Kirchen in Bremerhaven – allesamt Glieder der  Evangelisch-lutherischen Landeskirche Hannovers, zu der in der Zeit des Nationalsozialismus auch die Große Kirche (für 15 Jahre) geschlagen worden war.

„So schlicht und einfach das Äußere des ganzen Baukomplexes gehalten ist – das gediegene Material sorgt trotzdem für gute Wirkung –, so schlicht wurden auch die Innenräume ausgeführt. Durch Verwendung nur besten Materials für Fußböden und Decken sind auch sie wirkungsvoll gestaltet. Der Gemeindesaal ist mit ansprechenden Beleuchtungskörpern ausgestattet, deren Lichteffekte bereits viel bewundert wurden. Seiner Aufgabe, nicht nur kirchlichen, sondern auch anderen kulturellen Veranstaltungen zu dienen, wird der Gemeindesaal dadurch gerecht, daß er statt der sonst üblichen Bankanordnung der Kirchenräume eine lose Bestuhlung [für 300 Menschen] erhalten hat. Trotz seiner Schlichtheit wohnt dem Saale ein festliches Gepräge inne.“

Zurückgesetzt und parallel zur Bürgermeister-Smidt-Straße liegt das schlichte eingeschossige Pastorenhaus. Er umfasste im rechten Teil den Konfirmandensaal und darüber das Vereinszimmer, im linken Teil Dienstwohnungen.
Mit dem Pastorenhaus verbunden ist das große Gemeindehaus. Mit insgesamt sieben Arkaden steht es quer zum Pastorenhaus. Fünf Arkaden sind zur Großen Kirche nordwestlich hingewendet, zwei an der Giebelseite nach Südwesten, zur „Bürger“ hin gelegen. Im Erdgeschoss des Gemeindehauses war bis 2014 die Buchhandlung Thea Mügge. Heute werden die Räume von der TUI genutzt. Im Zwischengeschoss waren Büro- und Verkaufsräume.

## Konzerte
Von 1960 bis 2005 war der Saal der wichtigste Konzertsaal Bremerhavens. Die Norddeutsche Konzertdirektion brachte einheimische und internationale Musiker auf die Bühne. Programme aus der Zeit von 1961 bis 1997 sind nicht mehr verfügbar. Die Reihe Meisterkonzerte wurde 2005 wegen Überalterung des Publikums eingestellt. Seither wird der Saal nur noch selten genutzt.
In der ersten Saison (1960) traten im Gemeindehaus auf:
- Elly Ney: Klaviersonate Nr. 12 (Beethoven), Klaviersonate Nr. 31 (Beethoven), Polonaise As-Dur (Chopin)
- Hamann-Quartett: Robert Schumann op. 41.3, 12. Streichquartett (Beethoven)
- Henry Jolles: Davidsbündlertänze, Polonaise As-Dur (Chopin)
- Niederländisches Streichquartett: Dissonanzenquartett, 7. Streichquartett (Beethoven)
- Adolf Dresser: Klaviersonate Nr. 23 (Beethoven), Klaviersonate Nr. 14 (Beethoven), Klaviersonate Nr. 8 (Beethoven), Klaviersonate Nr. 21 (Beethoven)

### 1998/1999

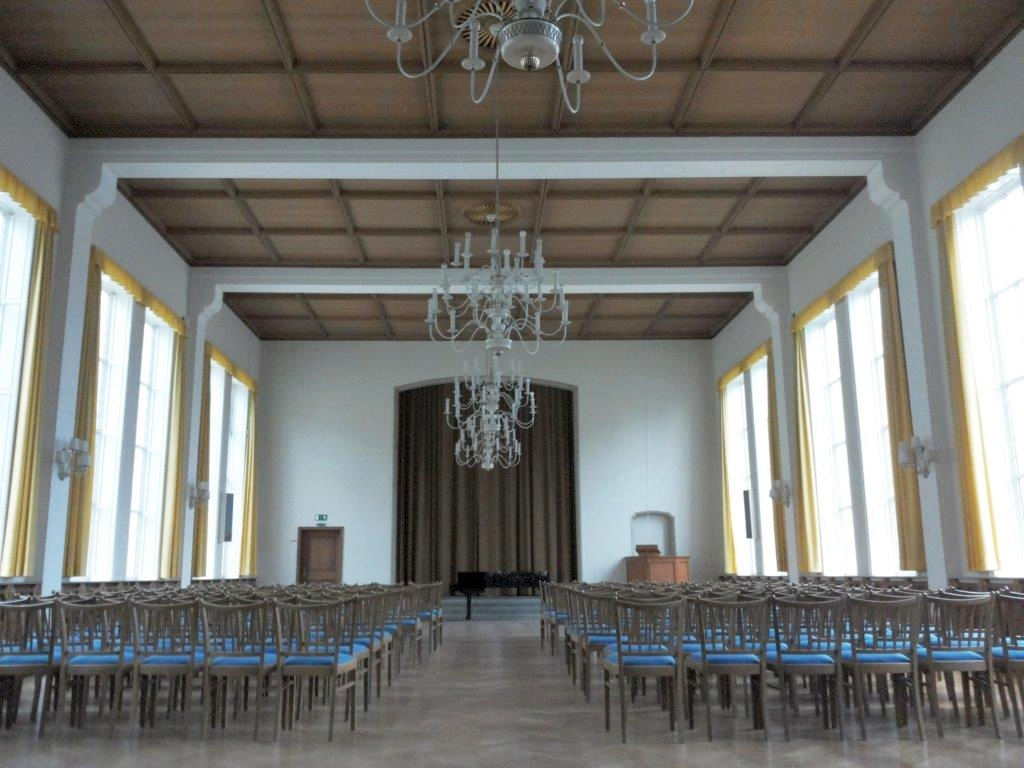
Großer Gemeindesaal

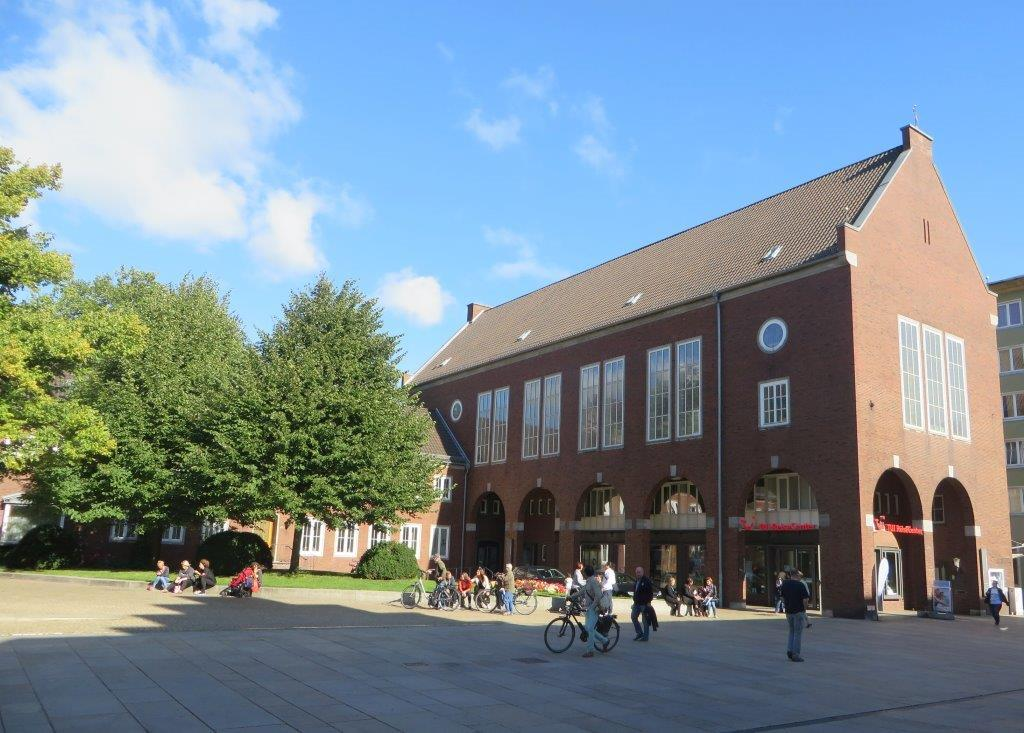
Gemeindehaus

- Jess-Trio-Wien[7]
- Michael Ponti
- Lark Quartet[8]
- Berliner Sextett[9]
- Klenke-Quartett
- Nederlands Dans Theater
- Hamburger Camerata

### 1999/2000
- Moskauer Klaviertrio[10]
- Die Singphoniker[11]
- Zürcher Klaviertrio[12]
- Trio Echnaton[13]
- Genova & Dimitrov

### 2000/2001
- Zürcher Klaviertrio
- Klenke-Quartett
- Lark Quartet
- Peter Laul[14]
- Nicolas Koeckert

### 2001/2002
- Artemis Quartett
- Sabine Meyer
- Nadja Rubanenko[15]

### 2002/2003
- Berliner Saxophon Quartett
- Quartetto Borciani
- Eugene Mursky[16]
- Jess-Trio-Wien
- Duo Sebastian Klinger/Jacob Leuschner[17][18]

### 2003/2004
- Zürcher Klaviertrio
- Andrea Duka Löwenstein (Violine) und Philipp Moll (Klavier)[19][20]

### 2004/2005
- Gerrit Zitterbart
- Amar Quartett (Zürich)
- Eun-Joo Park
- Artemis Quartett und Barbara Westphal[21]

### 2015
- Wolfgang Treutler (Bassbariton) und Irmgard Treutler (Klavier) – Franz Schubert, Winterreise

### 2016
- Annika Treutler – Klavierabend mit Werken von Schumann, Brahms, Skrjabin und Prokofjew
- Olaf Kordes (Klavier), Wolfgang Tetzlaff (Kontrabass), Karl Godejohann (Schlagzeug) – Oscar Peterson, Easter Suite (komp. 1984)